# 林肯金融球场
林肯金融球场是位于美国宾夕法尼亚州费城的美式足球场。它是美国全国橄榄球联盟（NFL）的费城老鹰队和天普大学的天普大学猫头鹰队的主场。它位于南费城的帕蒂森大道上，位于第11街和南达里恩街之间，也在宾夕法尼亚州 95 号州际公路旁边，是美国南费城综合体育馆的一部分。它有69176个座位。许多当地人把这个体育场简称为“林肯体育场”。
经过两年的建设，体育馆于2003年8月3日开放，并于2001年5月7日开始取代了美国退伍军人体育馆。虽然总座位容量与美国退伍军人体育馆体育场相似，但新体育场的豪华座椅和轮椅座椅数量是前者的两倍，并提供更现代化的服务。该领域的建设包括几个LED视频显示器，以及超过624英尺（190）的LED色带板。
林肯金融集团在21年的时间里为林肯金融球场投入了1.396亿美元，费城市和宾夕法尼亚州总共为体育场的建设投入了大约1.88亿美元。还通过向老鹰队赛季门票持有者出售体育场建设者许可证来筹集资金。
美国海军陆军橄榄球赛经常在此体育场举行，因为费城位于两个军事学院之间，能够容纳大量的观众。这支球队的主场比赛也在林肯金融球场进行，他们每年为此向老鹰队支付100万美元。费城联合在斯巴鲁公园球场没有足够的座位时，曾在这里与知名国际俱乐部进行表演赛。这个体育场每年还举办几场足球比赛。它还分别在2005年、2006年和2013年三次举办了NCAA全国曲棍球锦标赛。
2013年春末，老鹰队宣布在接下来的两年里将对林肯金融球场进行一些重大升级。项目估计总额超过1.25亿美元。升级包括座位扩展、两个新的高清屏幕、相关设施、WiFi和两个新的上层连接桥。这些升级是经过季票持有者、顾问委员会和球迷焦点小组的研究后决定的。这个项目的大部分升级内容（包括覆盖整个体育场的WiFi）在2013年的主场揭幕战完成。音响系统和视频板在2014赛季完成。

## 历史事件
- 2003年8月3日：林肯金融球场举办了第一场售票比赛，一场曼联和巴塞罗那之间的足球比赛。
- 2003年8月22日：费城老鹰队在林肯金融球场举行了第一场季前赛，主场迎战新英格兰爱国者队。
- 2003年9月6日：林肯金融球场举办了第一场大学橄榄球常规赛，这是一场费城当地对手维拉诺瓦和坦普尔的大学比赛。维拉诺瓦在两次加时赛中以23-20获胜。
- 2003年9月8日：老鹰队和坦帕湾海盗队在林肯金融球场举行的美国国家橄榄球联盟第一场常规赛周一晚橄榄球上进行了比赛。这个游戏在林肯金融领域被称为就职比赛。海盗队在他们的新家以17比0击败了老鹰队。
- NFC分区季后赛：2004年1月11日（费城老鹰队20名，绿湾包装工队17名）。这个比赛也被称为4和26的奇迹。在第四节和第四节结束时，多诺万·麦克纳（Donovan_McNabb）布在28码处将球传给了接球手弗雷迪·米切尔（Freddie Mitchell），当时老鹰队已经暂停。这导致了扳平比分的射门，将比赛拖入加时赛。在加时赛阶段，布雷特·法夫尔（Brett Favre）的一次拦截传给布莱恩·道金斯（Brian Dawkins），大卫·埃克斯（David Akers）在37码外的射门帮助老鹰队连续第三次进入NFC冠军赛（NFC Championship）。
- NFC冠军赛：2004年1月18日（卡罗莱纳黑豹队第14场，费城老鹰队第3场）。老鹰队连续第三场输掉了NFC冠军赛。
- 2004年5月：体育馆作了轻微改动，使容量略有改变。俱乐部包厢层的一些座位被移除了，以增加残疾人出入的通道。在东北端区域的临时座位被移除，一个永久性的结构被竖立起来，并正式命名为百事区。它被设计成一个适合家庭居住的区域。
- NFC分区季后赛：2005年1月16日（费城老鹰第27场，明尼苏达维京人队第14场）。老鹰队连续四次进入NFC冠军赛。
- NFC冠军赛：2005年1月23日（费城老鹰队第27场，亚特兰大猎鹰队第10场）。老鹰队自1980年以来首次挺进超级碗。
- NFC外卡季后赛：2007年1月7日（费城老鹰第23场，纽约巨人队第20场）。大卫·埃克斯在比赛结束后以射门得分赢得比赛。
- 2007年9月23日：老鹰队身穿1933年的复古球衣庆祝球队75周年，并以56比21战胜底特律雄狮队，创造了多项球队记录，这是球队历史上第二高的得分。这是老鹰队第一次在同一场比赛中有300码的传球手（多诺万·麦克纳布）、200码的接球手（凯文·柯蒂斯）和100码的冲刺手（布莱恩·威斯布鲁克）。
- 2010年4月10日：费城联盟主场3-2战胜华盛顿联队，赢得首场比赛。第二场比赛是5月15日对阵达拉斯FC；这些比赛是在6月27日PPL公园对西雅图声音队之前的主场比赛。
- 2010年5月29日：在2010年世界杯的最后一场比赛中，美国男子国家足球队以2-1战胜了土耳其国家足球队。共有55407名观众出席，这也创造了美国足球在林肯金融球场的观赛人数的新纪录。
- 2010年7月21日：费城联队在北美巡回演出中接待了曼联。曼联以1比0获胜。
- 2010年9月12日：老鹰队身穿1960年的队服复制品，纪念他们最后一次获得NFL冠军50周年，以27比20输给绿湾包装工队。
- NFC外卡季后赛：2011年1月9日（绿湾包装工第21场，费城老鹰第16场）。迈克尔·维克投出了一个结束比赛的拦截。
- NFC外卡季后赛：2014年1月4日（新奥尔良圣徒队第26场，费城老鹰队第24场）。谢恩·格雷厄姆在比赛结束时踢进了致胜一球。
- 2015年7月26日，墨西哥3-1击败牙买加，全场68,930人，座无胜席。
- 2015年10月31日：在ESPN on ABC《周六橄榄球之夜》黄金时段播出的《Temple vs Notre Dame》中，圣母大学以24比20的比分击败了坦普尔大学，场内69280名观众爆满。
- NFC分区季后赛：2018年1月13日：（费城老鹰队第15场，亚特兰大猎鹰队第10场）。老鹰队在第4分钟阻止了猎鹰队，并在最后一分钟打进一球，保住了胜利。
- NFC冠军赛：2018年1月21日：（费城老鹰队第38场，明尼苏达维京人队第7场）。老鹰队13年来首次进入超级碗，赢得了超级碗LII。
- NFL Kickoff Game：2018年9月6日（费城老鹰队第18场，亚特兰大猎鹰队第12场）。超级碗冠军费城老鹰队与亚特兰大猎鹰队进行了2017年NFC分区季后赛比赛的复赛。
- 2019年2月23日：费城飞人队在加时赛中以4比3击败匹兹堡企鹅队，创下了宾夕法尼亚州冰球比赛观看人数最多的记录（有69620名观众）。
- 2019年11月20日：林肯金融球场邀请普莱森特维尔灰狗队和卡姆登黑豹队重新开始一场比赛。11月15日，由于一起枪击事件导致一人死亡，比赛被中断。
- NFC外卡季后赛：2020年1月5日：（西雅图海鹰队第17场，费城老鹰队第9场）。卡森·温茨在一次有争议的头盔对撞中头部受伤，随后海鹰队拉塞尔·威尔逊带领海鹰队超越老鹰队。

## 争议
- 在林肯金融球场的首个赛季中，老鹰队以与九一一袭击事件相关的安全问题为由，禁止将杂货和费城牛肉奶酪三明治带入体育场。在粉丝，体育广播以及传统媒体的嘲讽之后，禁令仅持续了一周。[6]
- 在2007赛季第一场老鹰队比赛之前有一项关于费城和民族传统的裁决：Tailgate party。 虽然老鹰队并没有完全禁止这一行为，但他们确实禁止使用桌子和帐篷，以及每辆车购买一个以上的停车位。 房车和公共汽车的价格也翻了一番，达到40美元，小轿车为20美元。据报道，球迷们感到很沮丧。[7][8]

## 套房和休息室

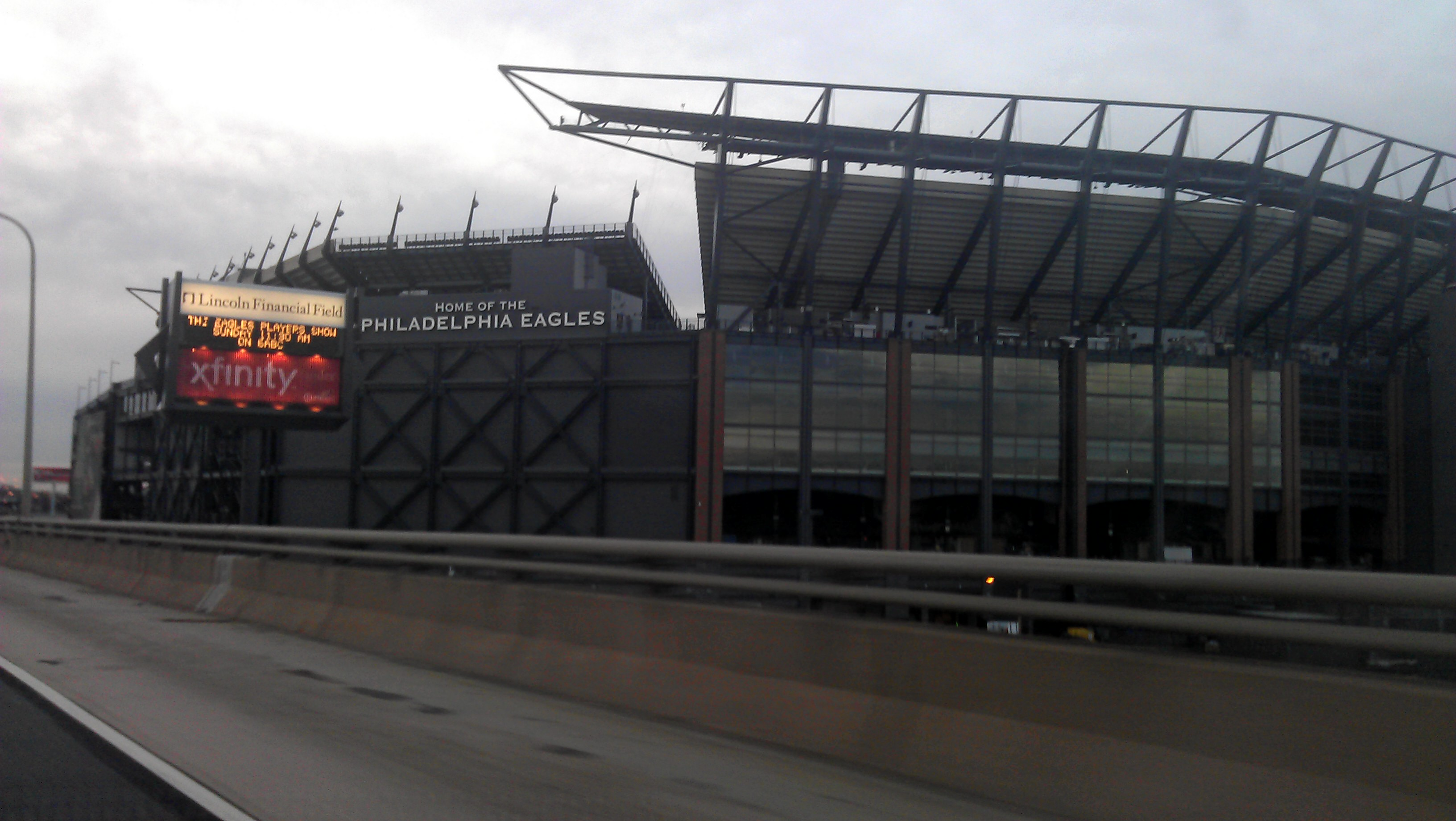
95号州际公路到林肯金融球场的路上拍摄。

林肯金融球场有172间容量从12人到40人不等的豪华套房。每年的费用在7.5万美元到30万美元之间，也可以在一场比赛的期间租用，费用是2万美元。套间位于整个体育场的六个独立区域。豪华套房共有3040个座位。
在体育场有2个3,700 m2（40,000 sq ft）的俱乐部休息室。西侧的休息厅是“现代俱乐部”，东侧的休息厅是“托克俱乐部”。套房和俱乐部座位的持有者可以进入这两个休息室。总共有10,828个俱乐部座位。除了休息室之外，这些俱乐部座位还有一些独特的好处。一个主要的好处是休息室会在活动开始前几个小时开放，大多数情况下提前2-4个小时。休息室里还有多个提供全方位服务的酒吧。俱乐部层的座位都有衬垫，还有服务员提供食物和饮料。

## 停车场
林肯金融中心周围有很多停车场。停车场的分配可能会根据当天体育场的活动而改变。根据其网站，所有场馆的票价分别为40美元和80美元。除T-X批次外，所有批次都允许尾车。大多数停车场都是公共现金停车场，但游客在去参加活动前应该访问林肯金融停车场网站 （页面存档备份，存于）以了解更多信息。

## 训练营
2012赛季后，老鹰队决定将训练营搬回费城。作为新协议的一部分，老鹰队将在林肯金融球场开展多种业务并向公众开放。其余的工作将关闭，并在对面的NovaCare Complex进行。关于门票和日期的信息可以在训练营信息中找到。

## 高校橄榄球

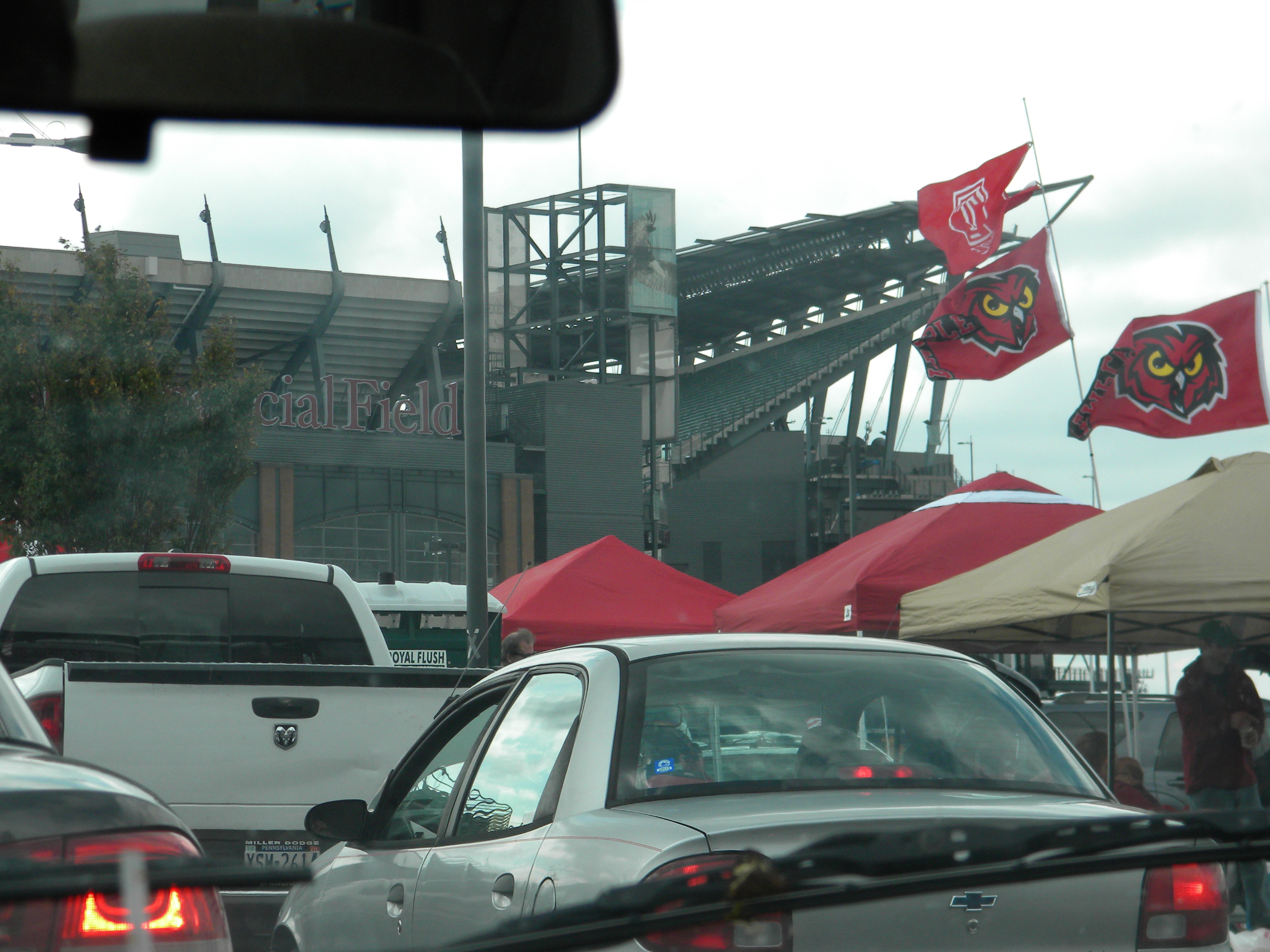
2011年时一场天普橄榄球赛前的林肯金融球场。

林肯金融球场是天普大学猫头鹰的主场。2003年8月13日，费城老鹰队和天普大学宣布了一项为期15年的协议，天普大学将在林肯金融球场进行他们的主场橄榄球比赛。2003年9月6日，坦普尔大学在林肯球场举行了第一场比赛，对手是维拉诺瓦大学野猫队，这是自1980年以来两队的第一次交锋。在2015年的赛季中，圣殿猫头鹰卖空了两次门票，分别是9月5日对宾州州立大学的赛季揭幕战，以及10月31日对圣母大学的黄金时间比赛。它能容纳69796人，是美国竞技联盟里最大的体育场。